# Helmut Engel (historien)
Pour les articles homonymes, voir Engel.
Ne doit pas être confondu avec Helmut Engel (théologien).
Helmut Engel (né le 2 mai 1935 à Northeim et mort le 19 septembre 2019 à Berlin) est un historien de l'art et conservateur de monuments allemand. De 1972 à 2000, il est conservateur d'État de Berlin.

## Biographie
Helmut Engel étudie l'histoire de l'art à l'université de Göttingen et y obtient son doctorat en 1964 avec une thèse sur un sujet d'histoire de l'architecture. Il travaille ensuite comme conservateur de monuments en Basse-Saxe et à partir de 1966, il est responsable du district de Hildesheim en tant que conservateur.
En 1972, Helmut Engel est nommé premier conservateur d'État de Berlin. Il fait campagne pour une loi de protection des monuments pour Berlin, qui est ensuite adoptée en 1977. 15 ans plus tard, après la création d'un nouveau office d'État des monuments en 1992, le Sénat de Berlin le nomme à la tête de l'autorité suprême de protection des monuments nouvellement créée de la ville-État. Son successeur à l'Office des monuments de l'État et conservateur de l'État est Jörg Haspel (de). Engel reste à la tête de l'Autorité suprême de protection des monuments jusqu'à sa retraite en 2000.
Après sa retraite, Engel est directeur général de la Fondation pour la protection des monuments de Berlin et membre du conseil d'administration de la Fondation Ernst-Freiberger (de).
Helmut Engel est d'abord professeur honoraire au Département de préservation des monuments de l'université technique de Berlin, puis professeur honoraire de préservation du paysage urbain à l'Institut d'histoire de l'art de l'université libre de Berlin.

## Travaux (sélection)
- 1964: Wilhelm Knoke, der Erbauer des Chores von St. Cyriakus in Duderstadt (de). Diss. phil. Universität Göttingen 1964 (Maschinenschrift).
- 1965: Die Katlenburg (de), Deutscher Kunstverlag, München u. a. (= Große Baudenkmäler, Bd. 191), und weitere Auflagen bis 1991.
- 1971: Das Zisterzienserkloster Amelungsborn, Deutscher Kunstverlag, München u. a. (bis 1978 insgesamt 6 Auflagen).
- 1995: „Es gab Schoten und Mohrrüben“ oder: Die Russen waren einfach plötzlich da.
- 1995: Berlin – woher wohin? Oder: dicht daneben ist auch vorbei! Gebrüder Mann, Berlin,  (ISBN 3-7861-1833-7).
- 1997: Berlin auf dem Weg zur Moderne, Jovis-Verlag, Berlin (= Werte und Konzepte, Bd. 2),  (ISBN 3-931321-84-3).
- 1998: Schauplatz Staatsmitte: Schloß und Schloßbezirk in Berlin, Jovis-Verlag, Berlin,  (ISBN 3-931321-94-0).
- 2004: Das Haus des deutschen Kaisers: das „Alte Palais“ Unter den Linden in Berlin, Braun, Berlin,  (ISBN 3-935455-52-6).
- 2005: Das Charlottenburger Tor (de) – Tor zu einer der „schönsten Straßen der Welt“, Stiftung Denkmalschutz, Berlin,  (ISBN 3-00-016993-8).
- 2007: Die Genossen waren eben da und die anderen nicht: Kriegsende und Nachkriegszeit im Berliner Südosten; Rahnsdorf, Wilhelmshagen, Hessenwinkel, BWV, Berliner Wissenschaft-Verlag, Berlin,  (ISBN 978-3-8305-1363-6).
- 2007: mit Alexander Kissler (de), Volker Koop (de), Antje Korsmeier: Thomas Mann – Helden ohne Degen, hrsg. v. der Ernst-Freiberger-Stiftung,  (ISBN 978-3-937233-39-0)
- 2009: Baugeschichte Berlin, Band 1, Aufstieg, Behauptung, Aufbruch: 1640–1861, Jovis-Verlag Berlin,  (ISBN 978-3-936314-15-1)
- 2004: Baugeschichte Berlin, Band 2, Umbruch, Suche, Reformen: 1861–1918, Jovis-Verlag Berlin,  (ISBN 978-3-936314-16-8)
- 2007: Baugeschichte Berlin, Band 3, Moderne, Reaktion, Wiederaufbau: 1919–1970, Jovis-Verlag Berlin,  (ISBN 978-3-936314-17-5)
- 2010: „Entwerfen in der historischen Straße“. Drei Skizzen zu Heinrich Klotz (de). In: Re-Visionen der Moderne. Begegnungen mit Heinrich Klotz. Hrsg. Judith Rottenburg, Fink, Munich, 2010,  (ISBN 9783770549931), p. 49 ff. (Digitalisat auf brill.com, abgerufen am 29. Januar 2023).
- 2013: Die Dorfkirche als Kunstwerk: Dorfkirchen in der Umgebung von Berlin und Potsdam: Schinkel – Persius – Stüler – Soller, Trafo, Berlin,  (ISBN 978-3-86465-026-0)
- 2013: mit Gudrun Fritsch, Josephine Gabler: Käthe Kollwitz – Helden ohne Degen, hrsg. v. der Ernst-Freiberger-Stiftung,  (ISBN 978-3-95410-014-9)